# 누카트알함스주

누카트알함스주

누카트알함스주(아랍어: النقاط الخمس)는 리비아 북서부에 위치한 주로, 주도는 주와라이며 면적은 5,250km2, 인구는 287,662명(2006년 기준)이다. 북쪽으로는 지중해, 동쪽으로는 자위야주, 남동쪽으로는 자발알가르비주, 남서쪽으로는 날루트주와 인접해 있다.